# Georg Sulzer (Schauspieler)

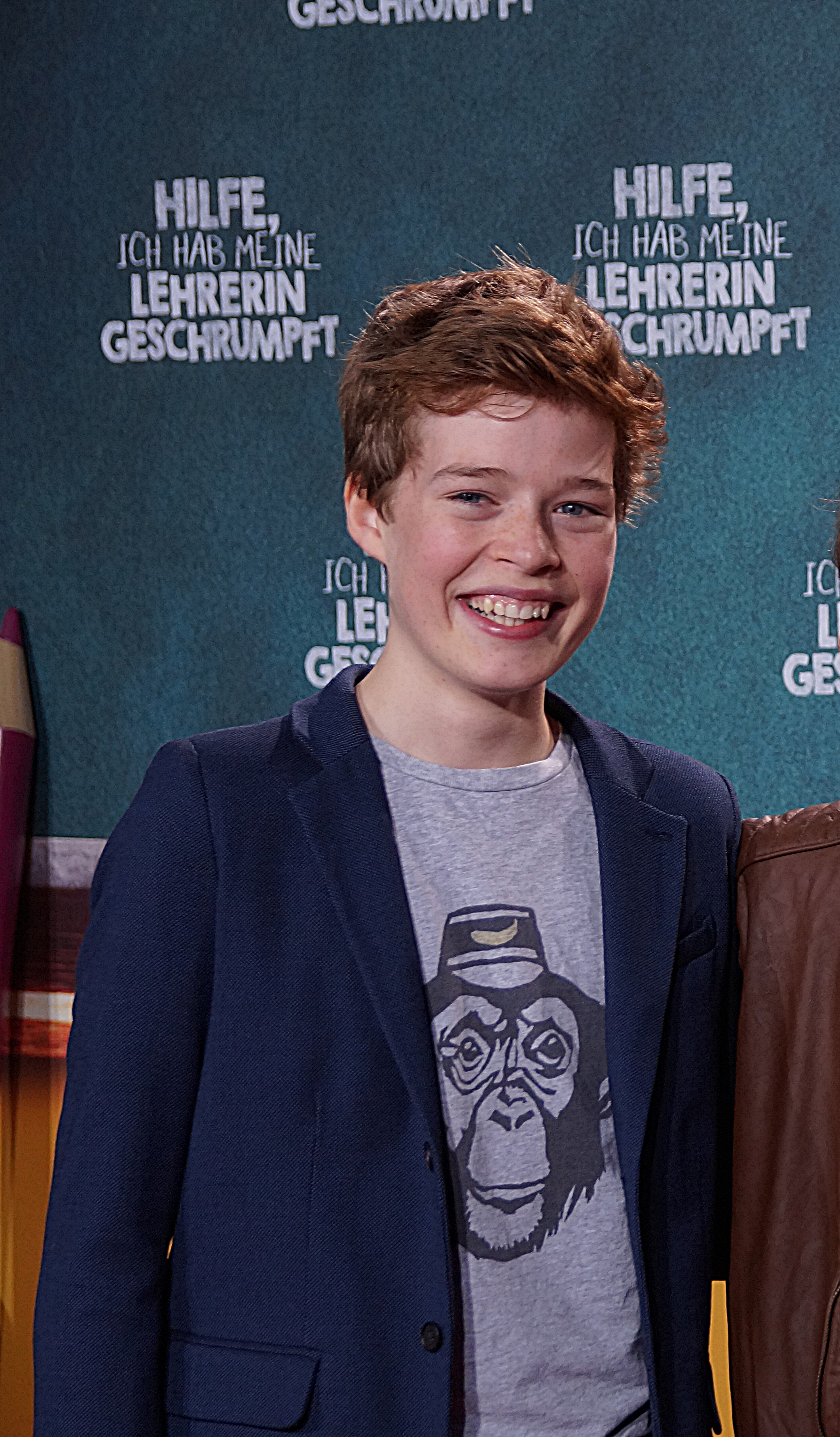
Georg Sulzer (2015)

Georg A. Sulzer (* 2001) ist ein deutscher Filmschauspieler.

## Leben
Georg Sulzer wurde im Alter von 12 Jahren als Kinderdarsteller tätig. Im Kinderfilm V8 – Du willst der Beste sein spielte er die Hauptrolle des „David Michele“. Für den Animationsfilm Ritter Trenk synchronisierte er die Hauptfigur. 2015 verkörperte er „Mario Henning“ in der Komödie Hilfe, ich hab meine Lehrerin geschrumpft sowie den Folgefilmen.

## Filmografie
- 2012: Die Schuld der Erben
- 2012: Notruf Hafenkante (Fernsehserie, eine Folge)
- 2013: V8 – Du willst der Beste sein
- 2015: Ritter Trenk (Animationsfilm, Stimme)
- 2015: V8 – Die Rache der Nitros
- 2015: Hilfe, ich hab meine Lehrerin geschrumpft
- 2018: Hilfe, ich hab meine Eltern geschrumpft
- 2020: Hilfe, ich hab meine Freunde geschrumpft